# 吉松育美
吉松育美（1987年6月21日—）出生于日本國佐贺县鸟栖市，為一模特儿。2012年獲得“国际小姐”。

## 生平
吉松育美的父亲吉松幸宏是一个体育运动员，参加过1980年夏季奥林匹克运动会。吉松育美曾在佐贺县立鸟栖高等学校就讀，并且参加了佐賀縣高等学校總合体育大会，获得100公尺跨欄的冠军。2012年，吉松育美参加了东京马拉松。3月，吉松育美担任佐贺县鸟栖市的“观光大使”。2012年，25岁的吉松育美获得国际小姐冠军。

## 外部連結
- 官方网站 （日語）
- Ikumi Yoshimatsu Photo Gallery （页面存档备份，存于） （英文）
- 吉松育美的Instagram帳戶（日語）

| 奖项与成就                | 奖项与成就          | 奖项与成就                 |
| ------------------------- | ------------------- | -------------------------- |
| 前任者： 村山和實         | 日本国际小姐 2012年 | 繼任者： 高橋有紀子        |
| 前任者： Fernanda Cornejo | 国际小姐 2012       | 繼任者： Bea Rose Santiago |